# 황정운
황정운(1986년 4월 10일~)은 대한민국의 배드민턴 선수로, 2006년 아시안 게임에 참가해 은메달을 획득했다.